# Streuplan
Ein Streuplan stellt im Marketing und in der Werbung einen Teil des Marketingplans dar und beinhaltet den zeitlichen Einsatz und die Streuung von Werbemitteln und Werbeträgern in Medien. 
Um die Markttransparenz der Güternachfrager zu erhöhen, werden Werbemaßnahmen und Werbekampagnen breit gestreut, wozu insbesondere Printmedien, Rundfunk-, Fernseh- und Kinowerbung gehören. Hierdurch werden viele Verbraucher erreicht. 

## Aufgaben
Der Streuplan legt die Streuwege, die Zeitpunkte und den Zeitraum der Werbemittel und Werbeträger fest. Dabei zu berücksichtigen sind die Werbeziele und die relevante Zielgruppe des werbenden Unternehmens. Es sollen eine effiziente Werbung erreicht und Streuverluste vermieden werden. Ein Streuplan reicht von regional bis global.

## Ziele
Der optimale Streuplan ist erreicht, wenn mit keiner anderen Verteilung des Werbeetats auf die Werbemittel und Werbeträger ein größerer Berührungserfolg (mit den Zielgruppen) realisiert werden kann.